# Vamireh Chacon

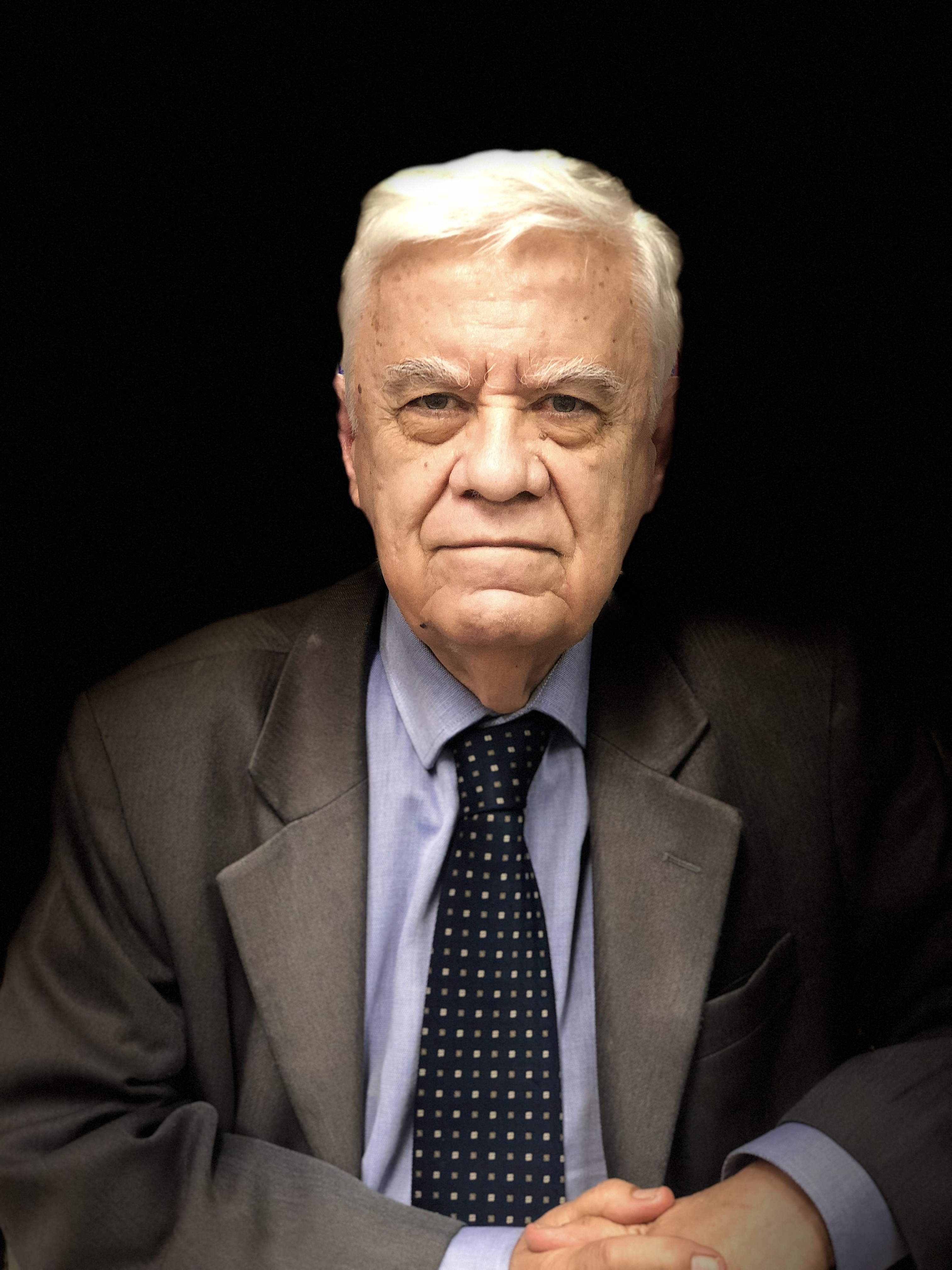
Vamireh Chacon, 2018

Vamireh Chacon, auch Vamirech Chacon, (* 1. Februar 1934 in Recife) ist ein brasilianischer Politikwissenschaftler, Forscher und Hochschullehrer aus dem Bundesstaat Pernambuco.

## Leben
Chacon besuchte das Colégio Nóbrega dos Jesuítas in Recife, studierte dann an der traditionsreichen Faculdade  de Direito da Universidade do Recife (Rechtsfakultät der Universität Recife) und promovierte 1959 gleichzeitig in Brasilien und Deutschland. Ein Postdoktorat verbrachte er an der University of Chicago. Die Lehrberechtigung erhielt er an der Faculdade de Filosofia,  Ciências e Letras der Universidade Católica de Pernambuco. 1975 wurde er Titularprofessor am Institut für Politikwissenschaften der Universidade de Brasília. An dieser Universität wirkte er 30 Jahre, bevor er 2005 emeritiert wurde.
Großen Einfluss auf ihn hatten die Theorien und Denkmodelle der traditionsreichen  Schule von Recife, die er auch in seiner História das idéias sociologicas no Brasil (1977) behandelte und erneut in A luz do norte (1989). Er ist in seinem soziologischen Denken geprägt von Gilberto Freyre, über den er mehrere Werke schrieb, aus Deutschland hatte Max Weber Einfluss. Schwerpunkte waren Politikwissenschaft, Politikgeschichte, Zivilrecht, Globalisierung, soziologische Fragestellungen und Ideengeschichte Brasiliens. Er lebte und wirkte in den Zeiten der Ablösung des Estado Novo durch die Militärdiktatur, der erneuten Demokratisierung und der Neuen, 6. Republik in Brasilien.
Chacon veröffentlichte inzwischen an die 30 Bücher und zahlreiche Beiträge. Er ist Mitglied der Academia Pernambucana de Letras, des Instituto Arqueológico, Histórico e Geográfico de Pernambuco und des Instituto Histórico e Geográfico do Distrito Federal. Als Gastprofessor war er an Universitäten in den Vereinigten Staaten, Deutschland, Großbritannien, Frankreich, Portugal, Indien und China eingeladen. Die Universität Erlangen-Nürnberg verlieh ihm 1995 den Ehrendoktor.
Für sein Werk erhielt er zahlreiche Auszeichnungen.
- 1970 Prêmio Joaquim Nabuco da Academia Brasileira de Letras
- 1974 Prêmio Oliveira Lima no 25° aniversário do Instituto Joaquim Nabuco de Pesquisas Sociais
- 1980 Prêmio Literário Nacional do Instituto Nacional do Livro für Obra Historiográfica Inédita
- 1982 1. Preis des II Concurso Nacional de Monografias do Conselho de Reitores das Universidades Brasileiras
- 1982 Prêmio Poder Legislativo da Câmara dos Deputados do Congresso Nacional
- 2000 Prêmio Calouste Gulbenkian da Academia Portuguesa da História

Zuletzt erhielt er 2014 den renommierten Prêmio Machado de Assis der Academia Brasileira de Letras für sein Lebenswerk.

## Schriften
- A revolução no trópico. Nacionalismo, marxismo e desenvolvimento. Instituto Brasileiro de Estudos Afro-Asiáticos, Rio de Janeiro 1962.
- Galileus modernos. Elogie da heterodoxia. Tempo Brasileiro, Rio de Janeiro 1965.
- Da Escola do Recife ao código civil. Artur Orlando e sua geração. Organização Simões, Rio de Janeiro 1969.
- Kultur und Entwicklung in Brasilien. Von der Monokultur zur Industrialisierung. Universität Bielefeld, Bielefeld 1970.
- Economia e sociedade no Brasil. Ensaios de história econômica e social compreensiva. Instituto do Açúcar e do Alcool, Museu do Açúcar, Recife 1973.
- Thomas Mann e o Brasil. Tempo Brasileiro, Rio de Janeiro 1975.
- História das idéias sociologicas no Brasil. Universidade de São Paulo, São Paulo 1977.
- O dilema político brasileiro.  Convívio,	São Paulo 1978.
- O humanismo brasileiro . Secretaria de Estado da Cultura; Summus Editora, São Paulo 1980.
- História das idéias socialistas no Brasil.  2., revidierte und erweiterte Auflage. Editora UFC, Fortaleza; Civilização Brasileira, Rio de Janeiro 1981.
- Parlamento e parlamentarismo. O Congreso Nacional na História do Brasil. Centro de Documentação e Informação, Brasília 1982.
- História dos partidos brasileiros. Discurso e praxis dos seus programas. 2., revidierte und erweiterte Auflage.  Ed. Universidade de Brasília, Brasília 1985.
- Abreu e Lima, general de Bolívar. Centro Abreu e Lima de Estudios Brasileños, Caracas 1985.
- Vida e morte das constituições brasileiras. Forense, Rio de Janeiro 1987.
- Max Weber. A crise da ciência e da política. Forense, Rio de Janeiro 1988.
- A luz do norte. O Nordeste na história das idéias do Brasil: Fundação Joaquim Nabuco, Recife 1989.
- Deus é brasileiro. O imaginário do messianismo político no Brasil. Editora Civilização Brasileira, Rio de Janeiro 1990.
- Gilberto Freyre, uma biografia intelectual. Fundação Joaquim Nabuco - Ed. Massangana,  Refice - São Paulo 1993, ISBN 85-7019-245-2
- Goa e Macau. Diário de uma viagem aos confins da luso-tropicalidade . Editora Civilização Brasileira, Rio de Janeiro u. a. 1995, ISBN 85-7019-272-X.
- História institucional do Senado do Brasil. 2., verbesserte und erweiterte Auflage. Senado Federal, Brasília 1997.
- O humanismo ibérico. A escolástica progressista e a questão da modernidade . Impr. Nacional Casa da Moeda, Lisboa 1998, ISBN 972-270902-X.
- Joaquim Nabuco. Revolucionário conservador (sua filosofia política). Senado Federal, Brasília 2000.
- A construção da brasilidade. (Gilberto Freyre e sua geração). Marco Zero, São Paulo, Paralelo 15, Brasília 2001, ISBN 85-279-0143-9.
- Globalização e estados transnacionais. Relações internacionais no século XXI. SENAC, São Paulo 2002, ISBN 85-7359-289-3.

Nach seiner Emeritierung legte er noch vor:
- A grande Ibéria. Convergências e divergências de uma tendência. UNESP, São Paulo 2005, ISBN 85-7139-600-0. - In diesem Werk behandelt er die Globalisierung des Hispanismus, für die er die Begriffe Iberidade und ibero-americanidade benutzt.
- As ibérias em Gilberto Freyre. Bagaço, Recife  2007, ISBN 978-85-373-0233-0.
- Formação das ciências sociais no Brasil : da Escola do Recife ao Código Civil. 2., verbesserte und ergänzte Auflage. UNESP, São Paulo u. a. 2008, ISBN 978-85-86315-21-3. - Enthält einen geschichtlichen Abriss der Entwicklung der Soziologie in Brasilien, auch anhand von Briefwechseln zwischen Sozialwissenschaftlern.

2008 folgten drei kurze Diplomatenbiografien: Araújo Casto (1919–1975), Azeredo da Silveira (1917–1990), Ítalo Zappa (1926–1997)  und 2010 der Titel Bolíva in der gleichen Reihe.
Paulo Freire nennt Chacon in seinem Werk Cartas a Cristina „einen der größten Kenner der Ideengeschichte Brasiliens“.